# Oddział zabezpieczenia ruchu
Oddział zabezpieczenia ruchu – element ugrupowania wojsk inżynieryjnych doraźnie utworzony do urządzania i utrzymywania dróg  z których korzystają wojska. Tworzy się go w oddziałach i związkach taktycznych na bazie pododdziałów inżynieryjno-drogowych lub saperskich, zazwyczaj wzmocnionych pododdziałami innych rodzajów wojsk (piechoty zmechanizowanej, czołgów) i wyposaża w niezbędny sprzęt oraz materiały do prowadzenia rozpoznania i wykonywania prac drogowych.

## Charakterystyka
Oddział zabezpieczenia ruchu tworzy się celem zapewnienia przejezdności dróg marszu, a w wypadkach koniecznych wykonania objazdów czy przygotowania dróg na przełaj. W czasie marszu wykonywanego na obszarze kraju ściśle współpracuje z siłami układu pozamilitarnego. Swoje zadana realizuje przede wszystkim w sytuacjach wykluczających ich działanie, szczególnie w bliskim kontakcie z przeciwnikiem.
Skład i wyposażenie OZR ustała się w zależności od charakteru działań wojsk (przewidywanego tempa ich przesunięcia), stopnia przekraczalności terenu, rodzaju zapór oraz zniszczeń, pory roku i warunków atmosferycznych.
OZR dzieli się na grupy: 
- rozpoznania
- drogową
- mostową
- ubezpieczenia bojowego

OZR może być wyposażony w trały przeciwminowe, spycharki szybkobieżne, dźwigi samochodowe, mosty towarzyszące, składane konstrukcje mostowe, przenośne nawierzchnie drogowe, materiał wybuchowy itp.